# قعطبة بلسان (بعدان)

تعديل مصدري - تعديل

قعطبة بلسان محلة تابعة لقرية بلسان، التابعة لعزلة دلال بمديرية بعدان إحدى مديريات محافظة إب في الجمهورية اليمنية، بلغ تعداد سكانها 92 حسب تعداد اليمن لعام 2004.